# ثيلما وود
ثيلما وود (بالإنجليزية: Thelma Wood)‏ هي نحّاتة أمريكية، ولدت في 3 يوليو 1901 في كانساس في الولايات المتحدة، وتوفيت في 10 ديسمبر 1970 في كونيتيكت في الولايات المتحدة بسبب سرطان الثدي.